# Suezichthys cyanolaemus
Suezichthys cyanolaemus là một loài cá biển thuộc chi Suezichthys trong họ Cá bàng chài. Loài này được mô tả lần đầu tiên vào năm 1985.

## Từ nguyên
Từ định danh của loài được ghép bởi hai từ trong tiếng Latinh, cyanos: "màu xanh lam" và laimos: "cổ họng", hàm ý đề cập đến vệt màu xanh lam nổi bật trên cổ họng của những con đực trưởng thành.

## Phạm vi phân bố và môi trường sống
S. cyanolaemus có phạm vi phân bố ở Đông Nam Ấn Độ Dương. Đây là một loài đặc hữu của Úc, và chỉ được biết đến dọc theo bờ biển Tây Úc, từ đảo Rottnest trải dài về phía bắc đến vịnh Shark. S. cyanolaemus sống gần các rạn đá ngầm trên nền đáy đá vụn ở độ sâu đến 204 m.

## Mô tả
S. cyanolaemus có chiều dài cơ thể tối đa được ghi nhận là 10 cm. Chúng có màu nâu dọc theo nửa thân trên và đỉnh đầu, vùng cơ thể còn lại màu trắng, với các hàng đốm xanh óng dọc theo chiều dài cơ thể thân (và trên cả các vây). Đầu của cá đực có 3 vệt sọc màu xanh lam băng qua mắt; cuống họng có vệt màu lam sáng đặc trưng. Cá cái và cá con có một đốm đen ở phía trên của cuống đuôi và ở vây lưng sau.
Số gai ở vây lưng: 9; Số tia vây ở vây lưng: 11; Số gai ở vây hậu môn: 3; Số tia vây ở vây hậu môn: 10; Số gai ở vây bụng: 1; Số tia vây ở vây bụng: 5; Số đốt sống: 25.